# Маамау, Танети
Танети Маамау (англ. Taneti Maamau; род. 16 сентября 1960, Онотоа, Острова Гилберта, Кирибати) — государственный деятель Кирибати. 5-й президент Республики Кирибати с 11 марта 2016 года. С 2007 по 2016 год — член Палаты собрания. 

## Биография
Будучи членом партии Тобваан Кирибати, он начал свою карьеру на государственной службе в качестве сотрудника по планированию в министерстве финансов, прежде чем стать постоянным секретарём министерства финансов и экономического развития, а также Министерства торговли, промышленности и кооперативов.
В 2002 году Маамау ушёл с государственной службы, чтобы заняться политикой. В 2007 году он выиграл одно из двух мест в избирательном округе на родном острове Онотоа. В 2011 и в 2015 годах он был переизбран членом Палаты собрания.
Как оппозиционный кандидат Маамау участвовал в президентских выборах 2016 года, где его поддержала новая коалиция партии Тобваан Кирибати. Он получил поддержку от бывшего президента Тебуроро Тито, предшественника Аноте Тонга, который был президентом в течение 12 лет, максимально допустимых по Конституции. Он победил на выборах и был официально объявлен президентом после победы над правящей партией почти на 60 %. Свой первый срок он начал 11 марта 2016 года.

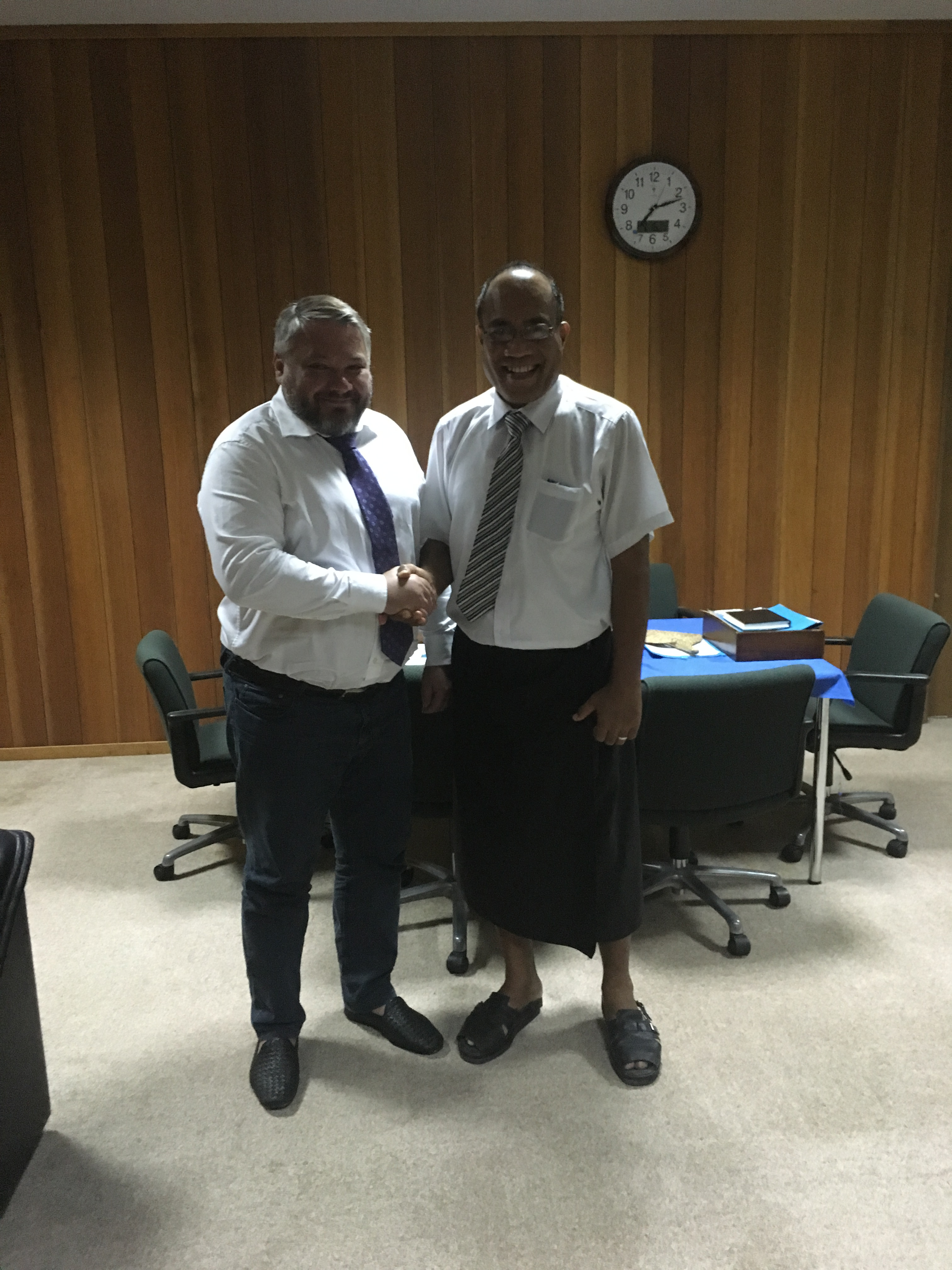
Танети Маамау с российским предпринимателем Антоном Баковым 3 мая 2016 года

В августе 2018 года он был назначен ректором Южнотихоокеанского университета.
В сентябре 2019 года Маамау прекратил дипломатические отношения Кирибати с Тайванем и установил дипломатические отношения с Китаем. Решение было принято после того, как Тайвань отклонил просьбу Маамау о «масштабной финансовой помощи для покупки коммерческих самолётов». В результате этого правящая партия Маамау потеряла большинство на парламентских выборах 2020 года с 34 мест до 22.
Баллотировался на переизбрание на президентских выборах 2020 года против бывшего члена партии Бануэры Берины из партии Бутокаан Кирибати Моа. Танети победил на выборах с 59 % голосов и был официально приведён к присяге на второй срок 24 июня 2020 года.
В августе 2020 года Маамау объявил о своих планах обратиться за поддержкой к Китаю и другим дипломатическим союзникам. Это было сделано в ответ на надвигающуюся угрозу повышения уровня моря и изменения климата.
На президентских выборах в 2024 году Танети Маамау был переизбран на пост Президента, набрав 55% голосов избирателей.